# Caserna de Sølvgade
La Caserna de Sølvgade (danès: Sølvgade Kaserne) és una antiga instal·lació militar situada al centre de Copenhaguen, a Dinamarca. Fou inaugurada l'any 1771 obra de l'arquitecte Nicolas-Henri Jardin i, després de ser emprada també com a seu dels ferrocarrils estatals danesos (DSB) durant el segle xx i començaments del segle xxi, l'any 2016 es va reobrir com a residència d'estudiants universitaris. Actualment es coneix com a BaseCamp Sølvgade, nom d'aquest allotjament per a joves.

## Història

### Caserna
Fins a mitjan segle xviii, els soldats de la guarnició de Copenhaguen no s'allotjaven en un quarter, sinó que ho feien de dos en dos en habitatges de famílies de la ciutat. Per la seva banda, els militars de la Marina Reial Danesa s'aquarteraven a Nyboder.
L'any 1765 el monarca Frederic V de Dinamarca va ordenar la construcció de la caserna de Sølvgade sobre els antics terrenys del cementiri de Santa Anna i al costat dels jardins del Palau de Rosenborg, juntament amb l'edificació de l'Hospital de Garnison i la Casa dels Ceps. L'equipament estava previst que fos destinat pels dos regiments d'infanteria danesos i els de Noruega. L'arquitecte designat per a l'obra, que es va iniciar el 1969 i va finalitzar el 29 de setembre de 1771, va ser el francès Nicolas-Henri Jardin, sota la supervisió de l'enginyer danès Christian Carl Pflueg.
L'edifici va ser construït amb l'oposició dels veïns del districte de Frederiksstaden, que van veure en el reallotjament de les tropes una pèrdua d'ingressos. En diverses ocasions alguns regiments fins i tot van haver d'ajudar els paletes per a finalitzar l'obra a causa dels augments de preu i les circumstàncies econòmiques de l'època.
L'any 1775, la caserna va ser emprada com a hospital militar, però el 1785 va recuperar la seva funció inicial. Anys després, l'espai es quedaria petit i la Casa dels Llorers (Laurierhuset; ubicada a escassos metres, dins el recinte del Palau de Rosenborg) va ser reconvertida el 1785 en una altra caserna per als membres de la Guàrda Reial Danesa, la Caserna de Rosenborg. Entre els anys 1853 i 1855 es va reformar novament i d'ençà l'any 1867 en endavant, el seu ús es va estendre per hostatjar la segona brigada de Selàndia.

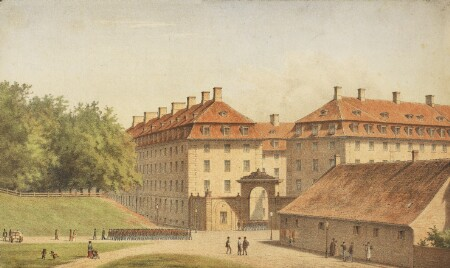
Estampat de la caserna del segle xviii.
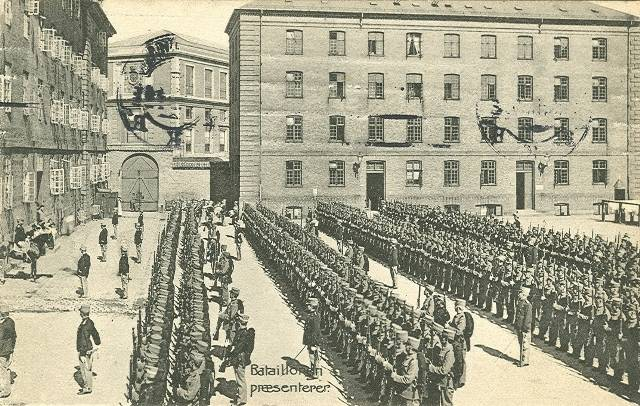
Postal de 1911 amb un batalló formant files al pati de la caserna.

### Seu central de DSB

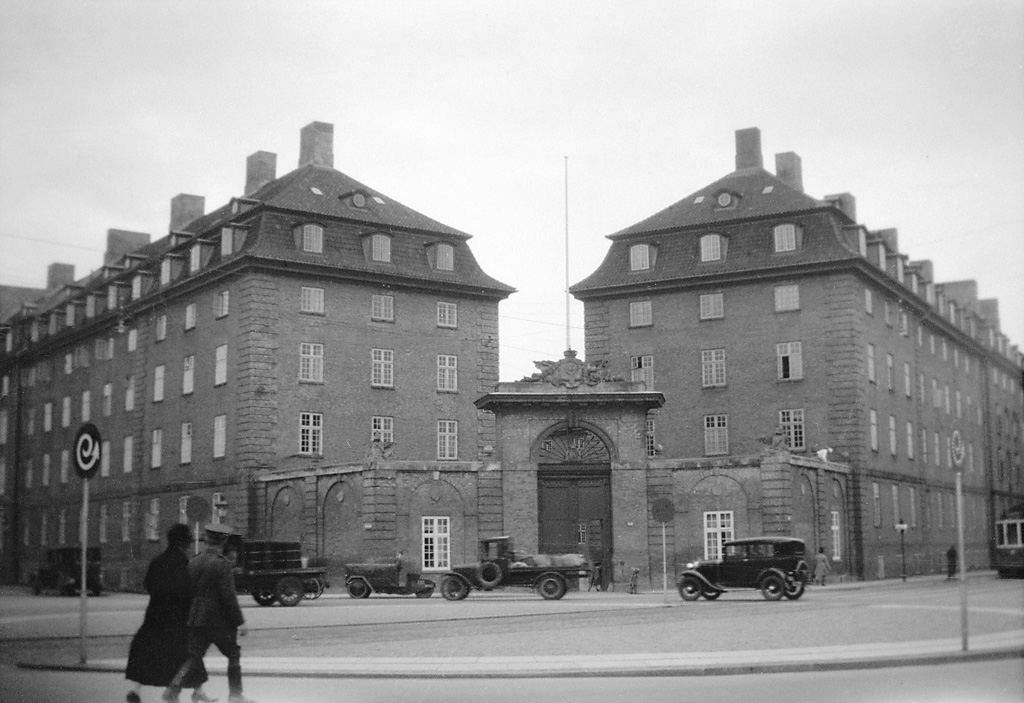
Portal de l'immoble l'any 1930.

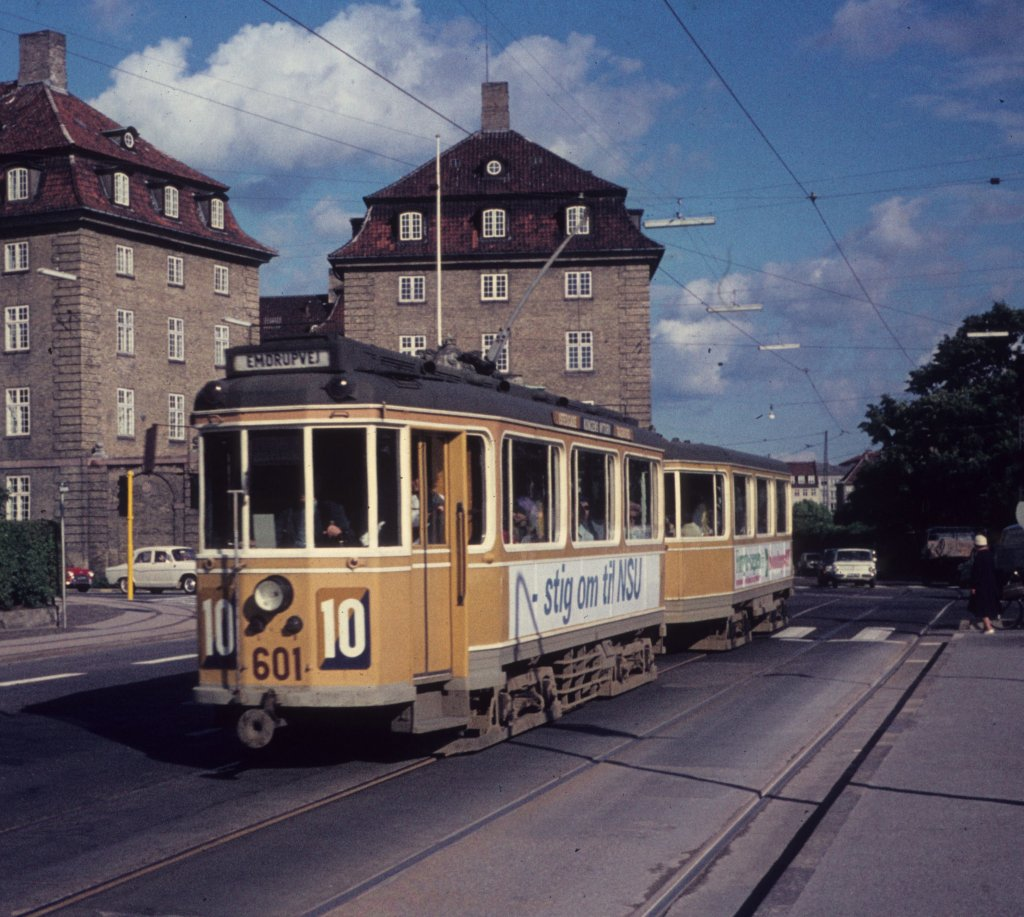
Antiga línia de tramvia de la DSB circulant davant l'edifici, llavors seu de la mateixa empresa (1968).

El 1926 el govern danès va agafar la caserna de Sølvgade al seu càrrec i hi va establir la direcció general dels ferrocarrils estatals danesos, Danske Statsbaner (DSB) i la direcció general de l'aigua, Vandbygningsdirektoratet, que controlava els ports municipals i privats i també proporcionava serveis de consultoria als ports més petits. Entre els anys 1926 i 1929, doncs, el complex va ser totalment reestructurat i reformat per l'arquitecte Theodor Petersen a fi d'adequar-lo a la seva nova funció.
Entrada la dècada de 2000, les instal·lacions van començar a quedar obsoletes i la infrautilització de l'edifici es va accentuar progressivament, sobretot a partir de la divisió d'infraestructures i operacions que van permetre a DSB establir les seves pròpies oficines. Els amples passadissos i les sales mal adaptades resultaven en massa espais morts, però el fet que l'edifici fos una estructura històrica, no permetia remodelar-la per satisfer els requisits que l'empresa desitjava.
L'octubre de 2012 l'empresa immobiliària Ejendomsselskabet Norden va presentar una oferta de compra de 280 milions de corones daneses (37,61 milions d'euros) per un període de nou mesos. Segons la pròpia companyia ferroviària aquesta suma es va intentar renegociar en diverses ocasions, però al final es va acceptar el juny de 2013 tot considerant la inclusió d'un lloguer d'oficines de 23.000 m², que passarien a ser la nova seu central de DSB a Høje-Taastrup.

### Allotjament d'estudiants BaseCamp
A causa de la manca d'allotjament per estudiants a la ciutat, el Consell Cultural i l'ajuntament de Copenhaguen —amb el suport de la Universitat de Copenhaguen— van aprovar la conversió de l'immoble en una residència d'estudiants per acollir graduats estrangers i estudiants de doctorat de la mateixa universitat. Norden va encarregar-se de la remodelació de la caserna per a la seva nova funció d'ençà 2014, amb la previsió d'obrir la llista d'espera l'estiu de 2015 i obrir-ne les portes la tardor d'aquell mateix any amb 480 dormitoris.
El juliol de 2016, Norden van vendre la propietat a l'empresa Triton Development North, associada amb el soci inversor CBRE Global Investment Partners per una xifra que no va transcendir. El complex final va començar a rebre els primers estudiants l'agost de 2016 amb 463 habitacions, de les quals la Fundació de l'Habitatge de la Universitat de Copenhagen (Housing Foundation) n'operava directament 250 en una cessió de 8 anys amb l'empresa Triton Development North.

## Descripció

### Arquitectura exterior
El complex, construït en maó i d'estil barroc, té forma de V està format per dues ales de 80 metres de longitud en forma de F, una al llarg del carrer de Sølvgade i l'altra al d'Øster Voldgade. Tots dos edificis es troben enfrontats entre sí i tanquen a la cantonada per una ala de baixada. Aquest disseny sembla que podria haver estat fent referència al nom del rei Frederic V. Tot i així, el monarca va morir abans que finalitzés la construcció dels edificis, fet pel qual el portal de gres porta el monograma del seu fill, Cristà VII.

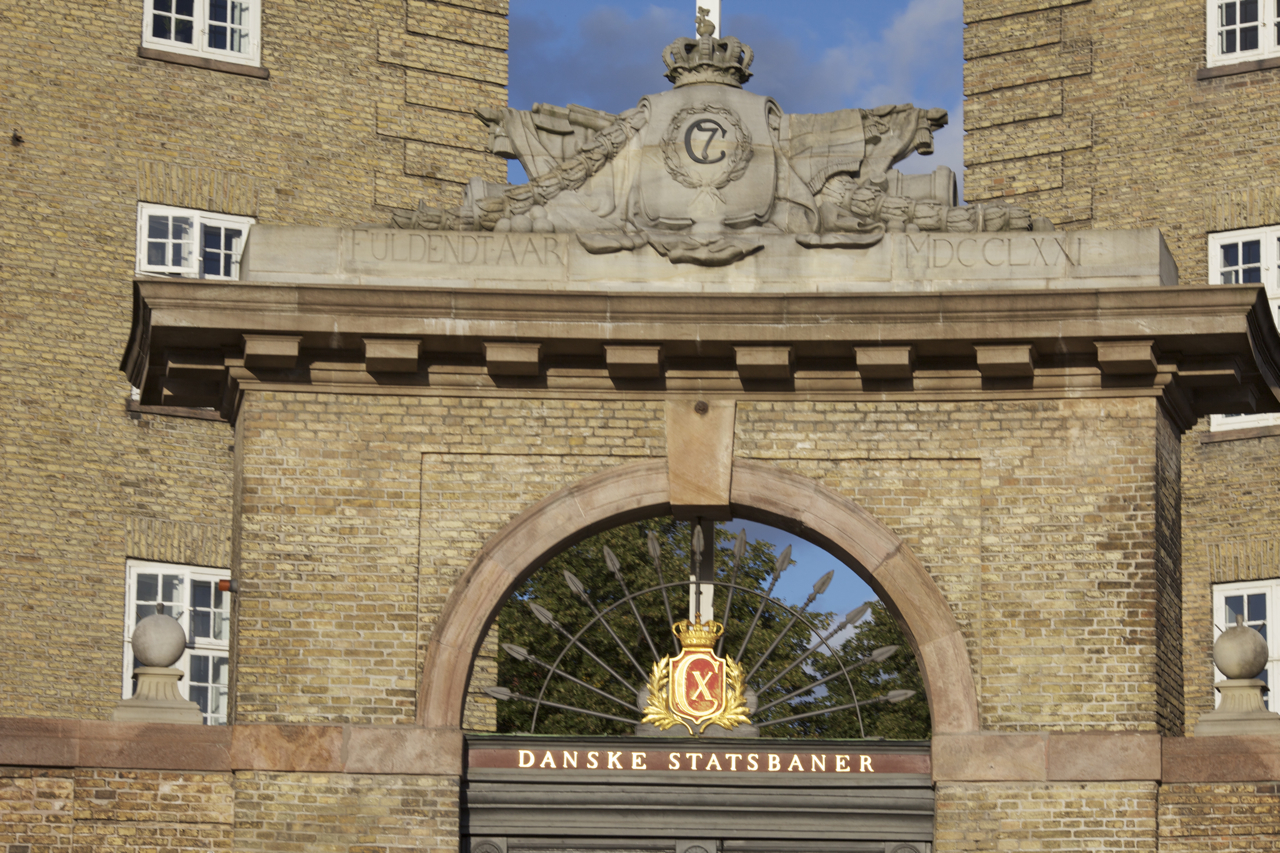
Detall de la portalada central.
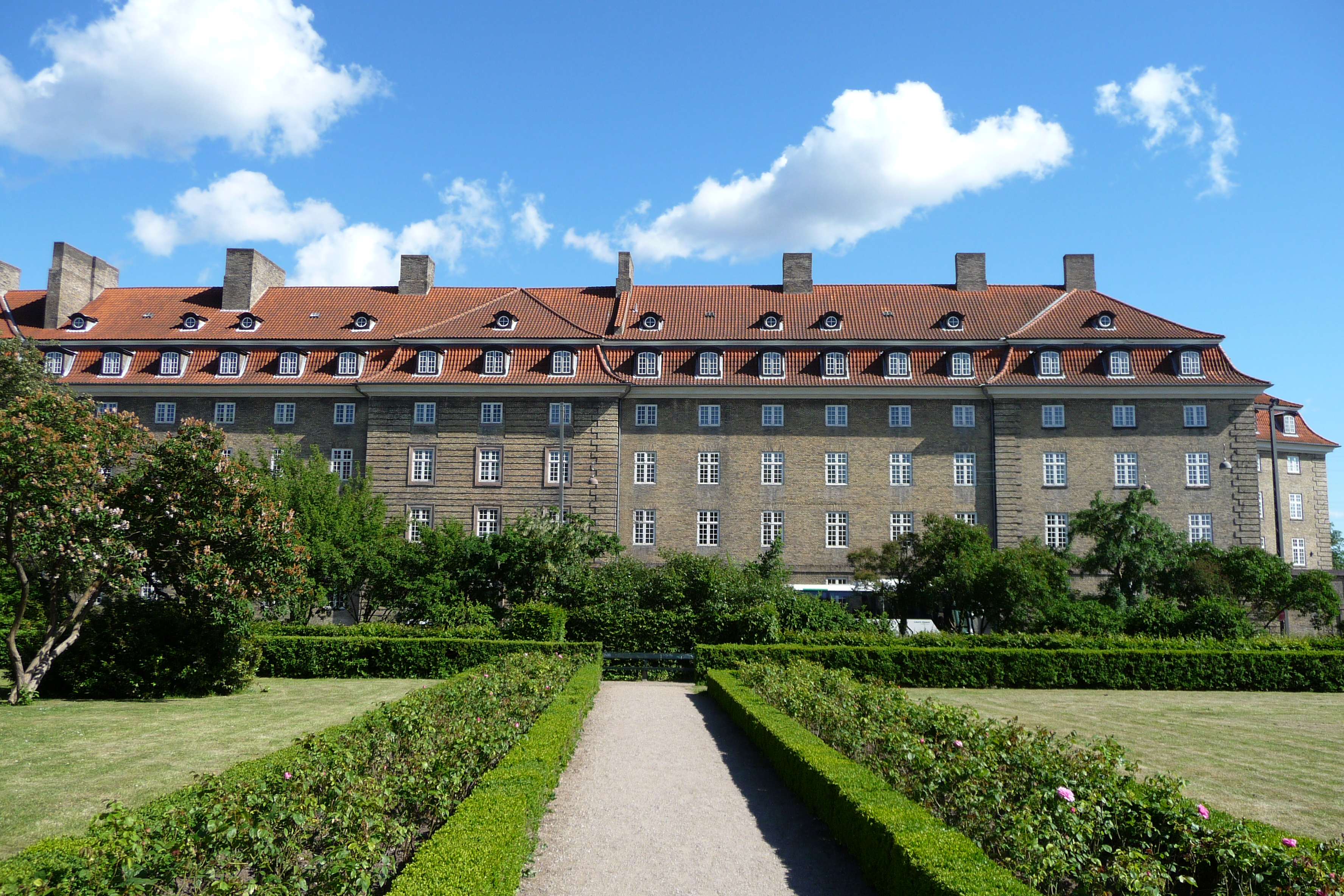
Vista lateral de l'ala del carrer Øster Voldgade.
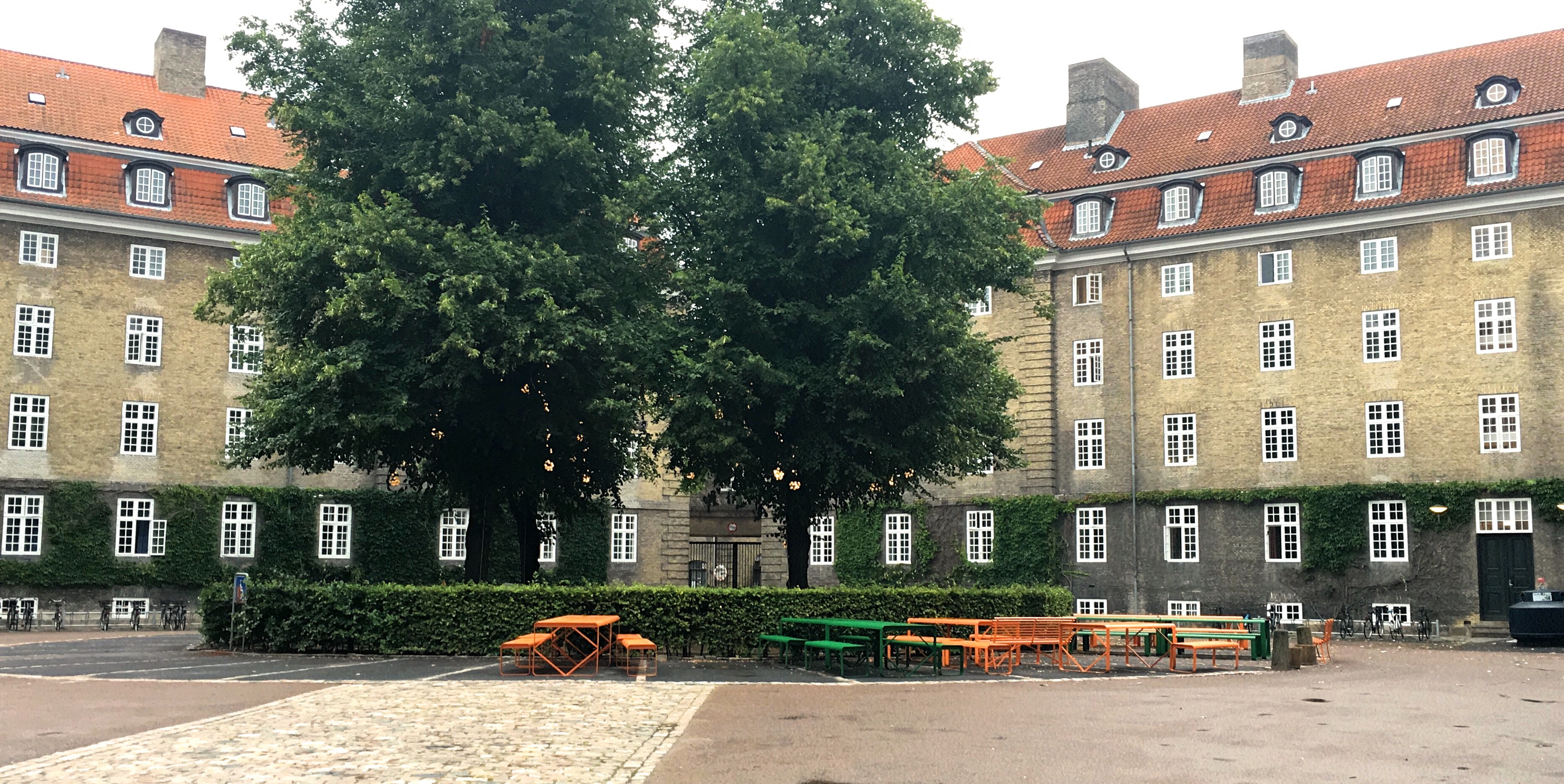
Pati central del recinte.

Ambdues ales principals al llarg dels carrers presenten tres avant-corps i cantoneres. El pati central entre els dos edificis està format majoritàriament de llambordes amb un parterre, arbrat i aparcaments de bicicletes. Els edificis van ser catalogats l'any 1918 i revisat l'estat de protecció el 1984.

### Ordenació interior
Les dues ales de l'edifici (S i V, seguint les inicials dels carrers adjacents) consisteixen en sis plantes: un antic celler i capella a la planta subterrània, quatre plantes amb habitacions i una mansarda de sostre de teula vermella que conforma les golfes. Actualment la planta subterrània fa la funció de cantina, magatzem, sala comuna i bugaderia a l'ala del carrer Sølvgade (S), mentre que a l'edifici adjacent a Øster Voldgade (V) hi ha un gimnàs, magatzems, una altra bugaderia i les bústies dels residents. Ambdues golfes als edificis fan la funció de sala i cuina comuna. Les 463 habitacions de la caserna, per altra banda, són individuals o dobles i tenen unes dimensions d'entre 17 i 34 m²; pràcticament totes equipades d'un mòdul amb cuina americana i lavabo.

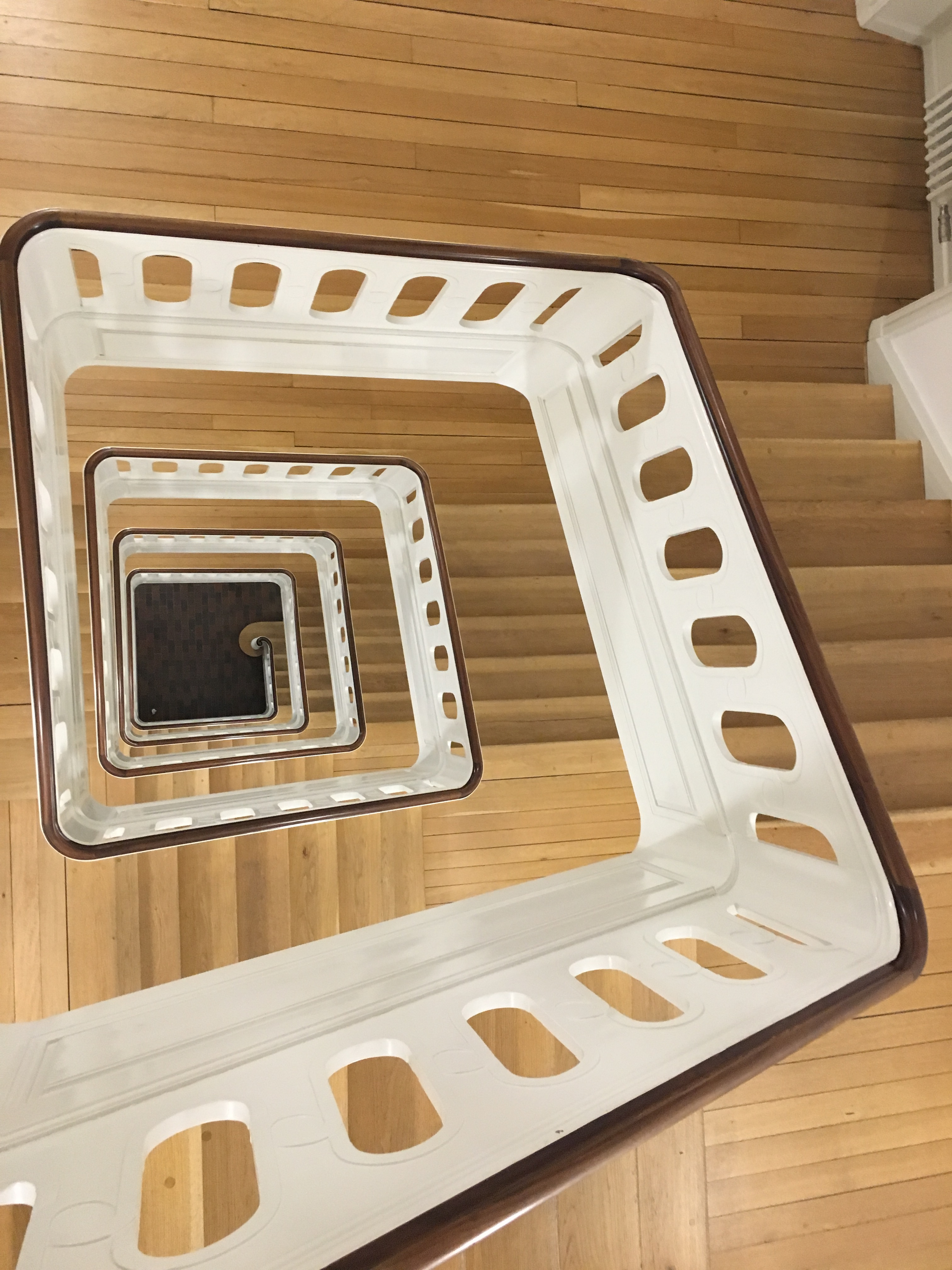
Escala central de l'edifici S.
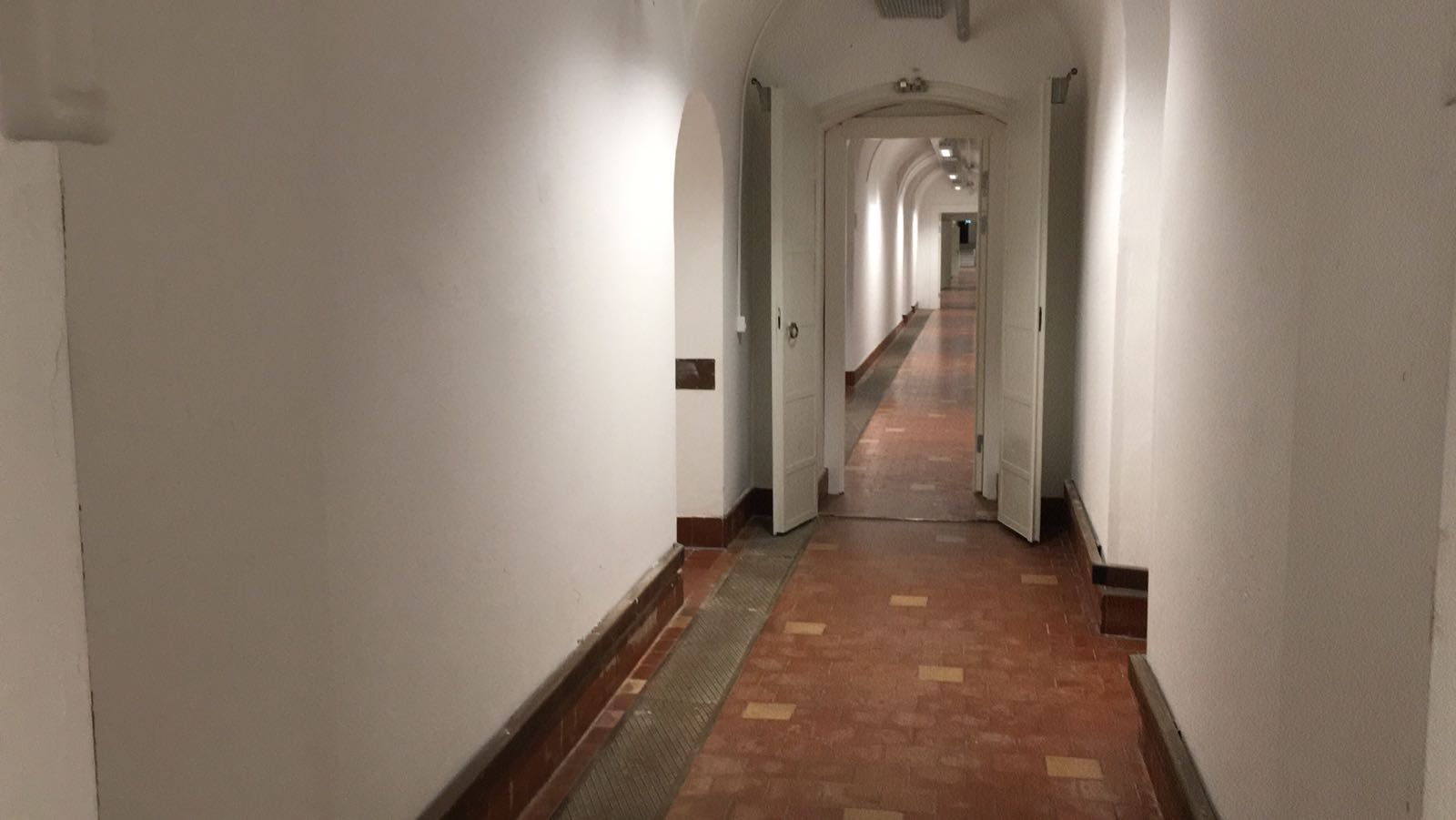
Soterrani de l'edifici V.
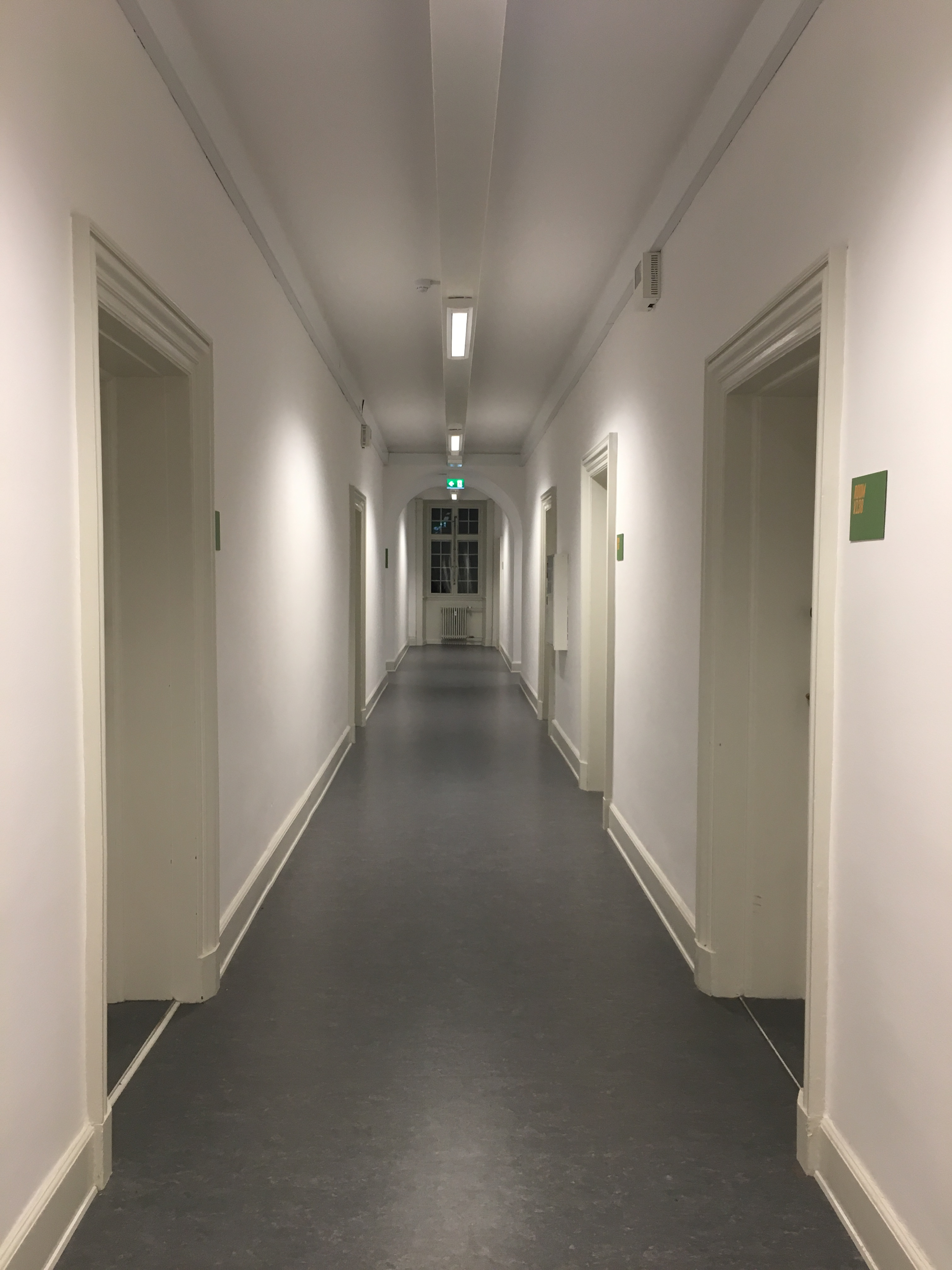
Fesomia dels passadissos, amb habitacions a banda i banda.